# Ballus variegatus
Ballus variegatus är en spindelart som beskrevs av Simon 1876. Ballus variegatus ingår i släktet Ballus och familjen hoppspindlar. Inga underarter finns listade.